# ایل اوغلی‌ها
ایل اوغلی طایفه ایست از ترکان قزلباش ایل استاجلو که با طوایف دیگر ترک، افشار، قرقلو، ساروانلو، جانی قربانی از قدیم در ابیورد سکونت داشته‌اند. عمده طایفه ایل اوغلی در ابیورد سکونت داشتند که پس از خرابی ابیورد، مردم آنجا به روستاهای اطراف رفتند و عده‌ای هم در زمان قاجار پس از عقد قرارداد ۱۲۹۹ه. ق به درگز آمدند که در روستای حصار اسکان یافتند. از نام آوران طایفه ایل اوغلی که خدمات میهنی او در تاریخ ضبط شده است، کاظم بیگ ایل اوغلی است. وی در ارتش نادرشاه از سرکردگان سپاه بود و در جنگها و فتوحات نادر شرکت و سهم داشته است.